# علامة ولتمان
علامة ولتمان (الاسم العلمي: Woltman sign) (تُسمى أيضًا علامة ولتمان لقصور الغدة الدرقية و في مراجع قديمة تُسمي برد فعل الوذمة المخاطية)  هي مرحلة الإرخاء المتأخرة لمنعكس الوتر العميق المحدث، عادةً يقاس في وتر أخيل.أُطلق هذا الاسم نسبة لاسم طبيب الأعصاب الأمريكي هنري ولتمان.

## حالات مصاحبة
التأخر في منعكس نفضة الكاحل يكون مصاحباً ل:
- زيادة نشاط الغدة الدرقية.
- العديد من أعراض المشاكل العصبية.
- فقدان الشهية العصابي.
- كبر السن.
- محصر بيتا أو أدوية أخرى.
- انخفاض درجة الحرارة.

## تاريخ
في عام 1924 كاد ويليام كالفيرت تشاني (1888-1965) -الذي يعمل تحت رئاسة هنري ولتمان في عيادة مايو- أن ينشر أول وصف لهذه الحالة لكن ولتمان ليس لديه أية تأليفات ولم يُذكر اسمه في مخطوطة تشاني. نُشرت أول مقالة باسم علامة ولتمان للوذمة المخاطية في عام 1956 أثناء تقاعد ولتمان.